# Zastražišće
Zastražišće is een plaats in de gemeente Jelsa in de Kroatische provincie Split-Dalmatië. De plaats telt 230 inwoners (2001).